# Jalen Duren
Jalen Montez Duren, né le 18 novembre 2003 à New Castle dans le Delaware, est un joueur américain de basket-ball qui évolue au poste de pivot.

## Biographie

### Carrière universitaire
Jalen Duren joue avec les Tigers de Memphis à l'université. le 19 novembre 2021, il marque 22 points, prend 19 rebonds et réalise 5 contres dans une victoire face aux Hilltoppers de Western Kentucky. Après l'élimination des Tigers au deuxième tour de la March Madness contre les Bulldogs de Gonzaga, il se présente pour la draft 2022 où il est attendu comme choix de loterie. Il finit sa saison universitaire avec des moyennes de 12 points (à 59,7 % aux tirs), 8,1 rebonds et 2,1 contres.

### Carrière professionnelle

#### Hornets de Charlotte (2022)
Il est choisi en 13e position par les Hornets de Charlotte puis transféré aux Knicks de New York qui l'envoient directement vers les Pistons de Détroit.

#### Pistons de Detroit (depuis 2022)
Pour sa première saison en tant que rookie aux Pistons de Détroit, il effectue 67 matchs dont 31 en tant que titulaire pour une moyenne par match de 9,10 points, 8,90 rebonds, 1,10 passe, 0,7 interception et 0,90 contre. Ces statistiques lui valent d'être sélectionné dans la NBA All-Rookie Second Team.

### Équipe nationale
Il remporte la médaille d'or avec les États-Unis lors du Championnat des Amériques des 16 ans et moins en 2019.

## Style de jeu
Duren est remarqué pour ses qualités athlétiques.

## Palmarès

### NBA
- NBA All-Rookie Second Team en 2023.

### Universitaire
- AAC Freshman of the Year en 2022
- First-team All-AAC en 2022
- AAC All-Freshman Team en 2022

### En sélection
- Médaille d'or au Championnat des Amériques des moins de 16 ans 2019

## Statistiques

### Universitaires
| Saison    | Équipe   | Matchs | Titul. | Min./m | % Tir | % 3pts | % LF | Rbds/m. | Pass/m. | Int/m. | Ctr/m. | Pts/m. |
| --------- | -------- | ------ | ------ | ------ | ----- | ------ | ---- | ------- | ------- | ------ | ------ | ------ |
| 2021-2022 | Memphis  | 29     | 29     | 25,2   | 59,7  | 0,0    | 62,5 | 8,14    | 1,28    | 0,83   | 2,10   | 11,97  |
| Carrière  | Carrière | 29     | 29     | 25,2   | 59,7  | 0,0    | 62,5 | 8,14    | 1,28    | 0,83   | 2,10   | 11,97  |

### Professionnelles

#### Saison régulière
| Saison    | Équipe   | Matchs | Titul. | Min./m | % Tir | % 3pts | % LF | Rbds/m. | Pass/m. | Int/m. | Ctr/m. | Pts/m. |
| --------- | -------- | ------ | ------ | ------ | ----- | ------ | ---- | ------- | ------- | ------ | ------ | ------ |
| 2022-2023 | Détroit  | 67     | 31     | 24,9   | 64,8  | 0,0    | 61,1 | 8,88    | 1,12    | 0,66   | 0,88   | 9,13   |
| 2023-2024 | Détroit  | 61     | 60     | 29,1   | 61,9  | 0,0    | 79,0 | 11,62   | 2,41    | 0,54   | 0,77   | 13,79  |
| 2024-2025 | Détroit  | 78     | 78     | 26,1   | 69,2  | 0,0    | 66,9 | 10,35   | 2,68    | 0,69   | 1,14   | 11,77  |
| Carrière  | Carrière | 206    | 169    | 26,6   | 65,3  | 0,0    | 69,1 | 10,25   | 2,09    | 0,64   | 0,95   | 11,51  |

## Records sur une rencontre en NBA
Les records personnels de Jalen Duren en NBA sont les suivants, :
| Type de statistique        | Saison régulière | Saison régulière            | Saison régulière | Playoffs | Playoffs             | Playoffs      |
| Type de statistique        | Record           | Adversaire                  | Date             | Record   | Adversaire           | Date          |
| -------------------------- | ---------------- | --------------------------- | ---------------- | -------- | -------------------- | ------------- |
| Points                     | 30               | Spurs de San Antonio        | 10 février 2023  | 21       | Knicks de New York   | 1er mai 2025  |
| Paniers marqués            | 13               | Spurs de San Antonio        | 10 février 2023  | 7        | Knicks de New York   | 24 avril 2025 |
| Paniers tentés             | 20               | Spurs de San Antonio        | 10 février 2023  | 10       | Knicks de New York   | 24 avril 2025 |
| Paniers à 3 points réussis | 0                |                             |                  |          |                      |               |
| Paniers à 3 points tentés  | 1                | 3 fois                      | 3 fois           |          |                      |               |
| Lancers francs réussis     | 9                | @ Trail Blazers de Portland | 8 février 2024   | 9        | Knicks de New York   | 1er mai 2025  |
| Lancers francs tentés      | 10               | 3 fois                      | 3 fois           | 10       | Knicks de New York   | 1er mai 2025  |
| Rebonds offensifs          | 12               | Bulls de Chicago            | 18 novembre 2024 | 6        | Knicks de New York   | 27 avril 2025 |
| Rebonds défensifs          | 17               | @ Wizards de Washington     | 15 janvier 2024  | 11       | Knicks de New York   | 27 avril 2025 |
| Rebonds totaux             | 23               | Raptors de Toronto          | 13 mars 2024     | 17       | Knicks de New York   | 27 avril 2025 |
| Passes décisives           | 6                | 3 fois                      | 3 fois           | 3        | Knicks de New York   | 24 avril 2025 |
| Interceptions              | 3                | 2 fois                      | 2 fois           | 1        | @ Knicks de New York | 21 avril 2025 |
| Contres                    | 5                | Wizards de Washington       | 27 novembre 2023 | 3        | @ Knicks de New York | 21 avril 2025 |
| Balles perdues             | 6                | Warriors de Golden State    | 3 novembre 2023  | 2        | @ Knicks de New York | 21 avril 2025 |
| Minutes jouées             | 42               | Spurs de San Antonio        | 10 février 2023  | 36       | @ Knicks de New York | 21 avril 2025 |

- Double-double : 102 (dont 1 en playoffs)
- Triple-double : 0

Dernière mise à jour : 21 avril 2025